# Орийак-4
Орийа́к-4 (фр. Aurillac 4) — кантон во Франции, находится в регионе Овернь, департамент Канталь. Входит в состав округа Орийак.
Код INSEE кантона — 1525. Всего в кантон Орийак-4 входят 10 коммун, из них главной коммуной является Орийак.
Население кантона на 1999 год составляло 10 620 человек.

## Коммуны кантона
| Коммуна            | Население, чел. (1999) | Почтовый индекс | Код INSEE |
| ------------------ | ---------------------- | --------------- | --------- |
| Вельзик            | 378                    | 15590           | 15252     |
| Жиу-де-Маму        | 697                    | 15130           | 15074     |
| Йоле               | 488                    | 15130           | 15266     |
| Лароквьей          | 324                    | 15250           | 15095     |
| Лассель            | 317                    | 15590           | 15096     |
| Мандай-Сен-Жюльен  | 226                    | 15590           | 15113     |
| Марманьяк          | 706                    | 15250           | 15118     |
| Орийак             | 6 290                  | 15000           | 15014     |
| Сен-Симон          | 1 018                  | 15130           | 15215     |
| Сен-Сирг-де-Жордан | 176                    | 15590           | 15178     |